# Rubén Morán
Ruben Morán (né le 6 août 1930 et mort le 3 janvier 1978 à Montevideo) était un footballeur uruguayen, vainqueur de la coupe du monde 1950.

## Biographie
Attaquant, Rubén Morán fut international uruguayen. Il a été titularisé cinq fois, dont une lors de la Coupe du monde de football de 1950, en « finale » contre le Brésil. Il est l'un des plus jeunes joueurs de l'histoire à disputer une finale de Coupe du monde (19 ans et 344 jours lors du match final contre le Brésil, un record de jeunesse à l'époque qui sera battu par Pelé en 1958). Sacré champion du monde avec l'Uruguay, il n'a marqué qu'un seul but en sélection, mais pas lors du mondial.
Il fit toute sa carrière au Club Atlético Cerro de 1948 à 1960, ne faisant pas mieux qu'une deuxième place finale en championnat d'Uruguay en 1960.

## Clubs
- 1948-1960 :  Club Atlético Cerro

## Palmarès
- Coupe du monde de football
  - Vainqueur en 1950
- Championnat d'Uruguay de football
  - Vice-champion en 1960